# Eva Höfner-Pönicke
Eva Höfner-Pönicke (* 29. Januar 1923 in Uerdingen (heute Krefeld); geborene Eva Höfner) ist eine deutsche Malerin und Grafikerin.

## Leben und Wirken
Eva Höfner-Pönicke (Signatur EP) studierte an der Städelschule in Frankfurt am Main und an der Offenbacher Werkkunstschule. Eine einjährige Auslandsreise führte sie in die Vereinigten Staaten. Danach ließ sie sich in Bad Homburg nieder. In den 1950er Jahren gestaltete sie Plakate und Bücher, deren Umschlag und Inhalt sie mit Aquarellen und Federzeichnungen im beschwingten Stil der Zeit ausstattete.
Bei dem Plakatwettbewerb „Übrigens, man geht nicht mehr ohne Hut“ der Gemeinschaftswerbung Herrenhut gewann sie den 2. Preis, verbunden mit der Ausführung des Entwurfs.

## Werke mit Illustrationen
- Annemarie Wahl, Fini Pfannes: Jede Frau kann schön sein, Kleine Schönheitsfibel, Verein zur Förderung des Milchverbrauchs, 1954 (Umschlag und farbigen Federzeichnungen)
- Carl Otto Windecker: Fahr mit mir, Barbara!, Klasing, Bielefeld, 1951  (Umschlag und farbigen Federzeichnungen)
- Carl Otto Windecker: Zärtliches Auto-Brevier, Umschau Verlag, 2. Aufl. 1951 (Umschlag, 8 farbige Aquarelle und Federzeichnungen)